# Portland and Rochester Railroad
Die Portland and Rochester Railroad ist eine ehemalige Eisenbahngesellschaft in Maine und New Hampshire (Vereinigte Staaten). Sie betrieb eine 84,8 Kilometer lange normalspurige Eisenbahnstrecke von Portland (Maine) nach Rochester (New Hampshire).
Die Gesellschaft wurde am 30. Juli 1846 zunächst als York and Cumberland Railroad of Maine gegründet. Der Bau begann 1849 von Portland aus und 1853 war der Saco River bei Bar Mills erreicht. Auf dem folgenden Streckenstück bis Alfred wurden zwar Bauvorleistungen erbracht, der Weiterbau unterblieb aus finanziellen Gründen jedoch vorerst.
Im Jahre 1865 erwarb die neu gegründete Portland and Rochester Railroad die insolvente York&Cumberland und setzte den Streckenbau fort. Die Stadt Portland investierte 700.000 Dollar in die Gesellschaft, da sie das seit 1842 bestehende Transportmonopol der Portland, Saco and Portsmouth Railroad in Richtung Südwesten brechen wollte. Die Bahnstrecke Portland–Rochester wurde schließlich 1871 fertiggestellt.
Die Anteile der Stadt Portland an der Gesellschaft wurden 1879 an die Eastern Railroad verkauft. 1882 erwarb die Boston&Maine 20 % Anteile und in den folgenden Jahren bis 1890 weitere 60 %. Da sie 1883 auch die Eastern Railroad gepachtet hatte, gehörte ihr faktisch die gesamte Portland&Rochester. Am 1. Januar 1900 kaufte die Boston and Maine Railroad die Portland&Rochester auf und gliederte die Strecke in ihr Netz ein. 
1949 übernahm die neu gegründete Sanford and Eastern Railroad der Pinsly Railroad Company den Abschnitt von Portland nach Sanford&Springvale sowie die seit 1947 nicht mehr betriebene Straßenbahnstrecke der York Utilities Corporation vom Bahnhof Sanford&Springvale bis nach Sanford. Die Fahrleitungen der Straßenbahn wurden abgebaut. Der Rest der Strecke bis Rochester wurde stillgelegt. Auch die Strecke Portland–Sanford existiert seit 1961 bis auf kurze Güteranschlüsse im Stadtgebiet von Portland nicht mehr.